# Izomorfismus
Izomorfismus je zobrazení mezi dvěma matematickými strukturami, které je vzájemně jednoznačné (bijektivní) a zachovává všechny vlastnosti touto strukturou definované. Jinými slovy, každému prvku první struktury odpovídá právě jeden prvek struktury druhé a toto přiřazení zachovává vztahy k ostatním prvkům.
O izomorfismech je možno mluvit mezi množinami, algebraickými i relačními strukturami, grafy, modely, metrickými i topologickými prostory a mnoha dalšími strukturami.
Například zobrazení {\displaystyle f(x)=2x} z množiny reálných čísel do reálných čísel zachovává sčítání (a je tedy grupovým izomorfismem), ale ne násobení (proto není tělesovým izomorfismem) ani vzdálenost (proto není izomorfismem metrických prostorů, ovšem je homeomorfismem neboli topologickým izomorfismem).
Pokud takové zobrazení existuje (tedy struktury jsou izomorfní), mají obě množiny zcela totožné vlastnosti, takže rozdíl mezi nimi je pouze formální a nepodstatný (z hlediska příslušné teorie). Například funkce arkus tangens je topologickým, ale ne metrickým izomorfismem mezi intervalem {\displaystyle (-\pi ,\pi )\,\!} a reálnými čísly, takže tyto dvě struktury (množiny vybavené metrikou) mají zcela shodné všechny topologické vlastnosti, ale ne všechny metrické.

## Definice
Zde uvedeme definice pro jednotlivé obory matematiky a vztahy mezi nimi.

### Definice z teorie množin
Předpokládejme, že na množině {\displaystyle X\,\!} jsou definovány relace {\displaystyle R_{1},R_{2},\ldots ,R_{n}\,\!} a na množině {\displaystyle Y\,\!} jsou definovány relace {\displaystyle S_{1},S_{2},\ldots ,S_{n}\,\!}. Řekneme, že zobrazení {\displaystyle F\,\!} je izomorfismus mezi {\displaystyle X\,\!} a {\displaystyle Y\,\!} vzhledem k relacím {\displaystyle R_{1},R_{2},\ldots ,R_{n}\,\!} a {\displaystyle S_{1},S_{2},\ldots ,S_{n}\,\!}, pokud platí:
- {\displaystyle F\,\!} je vzájemně jednoznačné zobrazení mezi {\displaystyle X\,\!} a {\displaystyle Y\,\!}
- pokud jsou {\displaystyle R_{i},S_{i}\,\!} j-ární relace, potom {\displaystyle \forall x_{1},x_{2},\ldots ,x_{j}\in X:[x_{1},x_{2},\ldots ,x_{j}]\in R_{i}\Leftrightarrow [F(x_{1}),F(x_{2}),\ldots ,F(x_{j})]\in S_{i}\,\!}.

Řekneme, že struktury {\displaystyle X,R_{1},R_{2},\ldots ,R_{n}\,\!} a {\displaystyle Y,S_{1},S_{2},\ldots ,S_{n}\,\!} jsou izomorfní, pokud mezi nimi existuje nějaký izomorfismus ve smyslu výše uvedené definice.

#### Význam definice
Ačkoli definice může působit složitě a nepřehledně, zachycuje přesně intuici řečenou v úvodním přiblížení:
- V rámci izomorfismu se nesmí žádné prvky ztrácet ani objevovat, obě množiny musí mít stejný počet prvků (v případě nekonečných množin stejnou mohutnost).
- Izomorfismus musí zachovávat všechny vztahy, tj. relace - pokud jsou v původní množině nějaké prvky v nějakém vztahu, musí být v nové množině také v odpovídajícím vztahu a naopak.

### Definice pro uspořádané množiny
Uvažujme o množinách {\displaystyle X,Y\,\!}, které mají uspořádání {\displaystyle R,S\,\!}.
Izomorfismus v tomto případě znamená, že pokud je {\displaystyle a,b\in X,a\leq _{R}b\,\!}, pak musí být {\displaystyle F(a)\leq _{S}F(b)\,\!}.
Dá se snadno ukázat, že v izomorfismu se musí nejmenší prvek zobrazit opět na nejmenší prvek, infimum na infimum, minimální prvek na minimální prvek…

### Algebraická definice
V algebře izomorfismem mezi dvěma algebrami rozumíme bijektivní homomorfismus, tedy zobrazení slučitelné se všemi operacemi na algebře, které je zároveň bijekcí (každému prvku z jedné množiny přiřadí právě jeden prvek z druhé).
Opět se jedná o zvláštní případ výše uvedené definice – uvědomme si, že operace není nic jiného, než konkrétní typ relace.
Dá se snadno ukázat, že v izomorfismu se musí neutrální prvek operace zobrazit na neutrální prvek jí odpovídající operace v druhé množině, obdobně například inverzní prvek opět na inverzní prvek.

### Definice pro grafy
V teorii grafů řekneme, že dva grafy jsou izomorfní, pokud {\displaystyle \exists \ F\colon V(G)\to V(G'):\{x,y\}\in E(G)\Leftrightarrow \{F(x),F(y)\}\in E(G')}.

## Vztah k homomorfismům
U algebraických struktur jsou izomorfismem právě bijektivní homomorfismy. To však neplatí  pro některé jiné struktury, např. relační struktury nebo topologické prostory (v nichž roli homomorfismu plní spojitá zobrazení). Obecně však platí, že zobrazení mezi dvěma strukturami je izomorfismem, právě když je bijektivním homomorfismem, jehož inverzní zobrazení je také homomorfismem.

## Příklady
- Grupa celých čísel s obvyklým sčítáním je izomorfní s množinou všech sudých čísel s obvyklým sčítáním pomocí zobrazení {\displaystyle f(x)=2x}. Celá čísla s operací násobení tvoří monoid, tento monoid však není izomorfní s množinou sudých čísel s obvyklým násobením – například {\displaystyle f(1)\cdot f(1)=4}, ale {\displaystyle f(1\cdot 1)=2}. Pokud bychom ale na sudých číslech zavedli novou operaci {\displaystyle \circ } tak, že {\displaystyle x\circ y={\frac {x\cdot y}{2}}}, pak zobrazení {\displaystyle f} již je izomorfismem. Například {\displaystyle 2\circ 2=2} , takže platí {\displaystyle f(1)\cdot f(1)=f(1\cdot 1)} a obecně {\displaystyle f(x)\circ f(y)=f(x\cdot y)}, což je definice izomorfismu.

- Množina všech přirozených čísel a množina všech sudých čísel jsou izomorfní vzhledem k uspořádání podle velikosti podle funkce {\displaystyle F(x)=2.x\,\!}.

- Pro množiny všech přirozených čísel a všech celých čísel neexistuje izomorfismus - celá čísla mají prvky menší než 1 (0, -1, -2, ...), zatímco přirozená čísla ne.

- Algebry zbytkových tříd po dělení sedmi a zbytkových tříd po dělení devíti nejsou izomorfní – to vyplývá z faktu, že nemají stejný počet prvků, takže mezi nimi neexistuje žádné vzájemně jednoznačné zobrazení.

- Dvouprvková Booleova algebra s běžnými logickými operacemi konjunkce, disjunkce a negace {\displaystyle \land ,\vee ,\neg \,\!} je izomorfní s dvouprvkovou množinou {\displaystyle X=\{\emptyset ,\{\emptyset \}\}\,\!} s množinovými operacemi sjednocení, průnik a doplňku {\displaystyle \cap ,\cup ,neg(a)}, kde {\displaystyle neg(a)=X-a\,\!}.

## V teorii kategorií
Pojem izomorfismus lze definovat i prostředky teorii kategorií, tj. pomocí objektů a morfismů. Objekty {\displaystyle A} a {\displaystyle B} jsou izomorfní, pokud mezi nimi existuje izomorfismus, tj. morfismus {\displaystyle f:A\to B},  k němuž existuje morfismus {\displaystyle g:B\to A} takový, že platí {\displaystyle g\circ f=1_{A}} a {\displaystyle f\circ g=1_{B}}.
V  obvyklých kategoriích tato definice splývá s výše uvedenou, protože morfismem {\displaystyle g} je inverzní zobrazení k {\displaystyle f} a jejich složení je identickým zobrazením na {\displaystyle A}, resp. {\displaystyle B}.